# Bada (Ingin Jaya)
Bada is een bestuurslaag in het regentschap Aceh Besar van de provincie Atjeh, Indonesië. Bada telt 277 inwoners (volkstelling 2010).